# Remiencourt
Remiencourt là một xã ở tỉnh Somme, vùng Hauts-de-France, Pháp.

## Địa lý
Thị trấn này tọa lạc 8 dặm Anh về phía nam của Amiens, trên đường D90 và hai bên bờ sông Noye.

## Địa điểm nổi bật

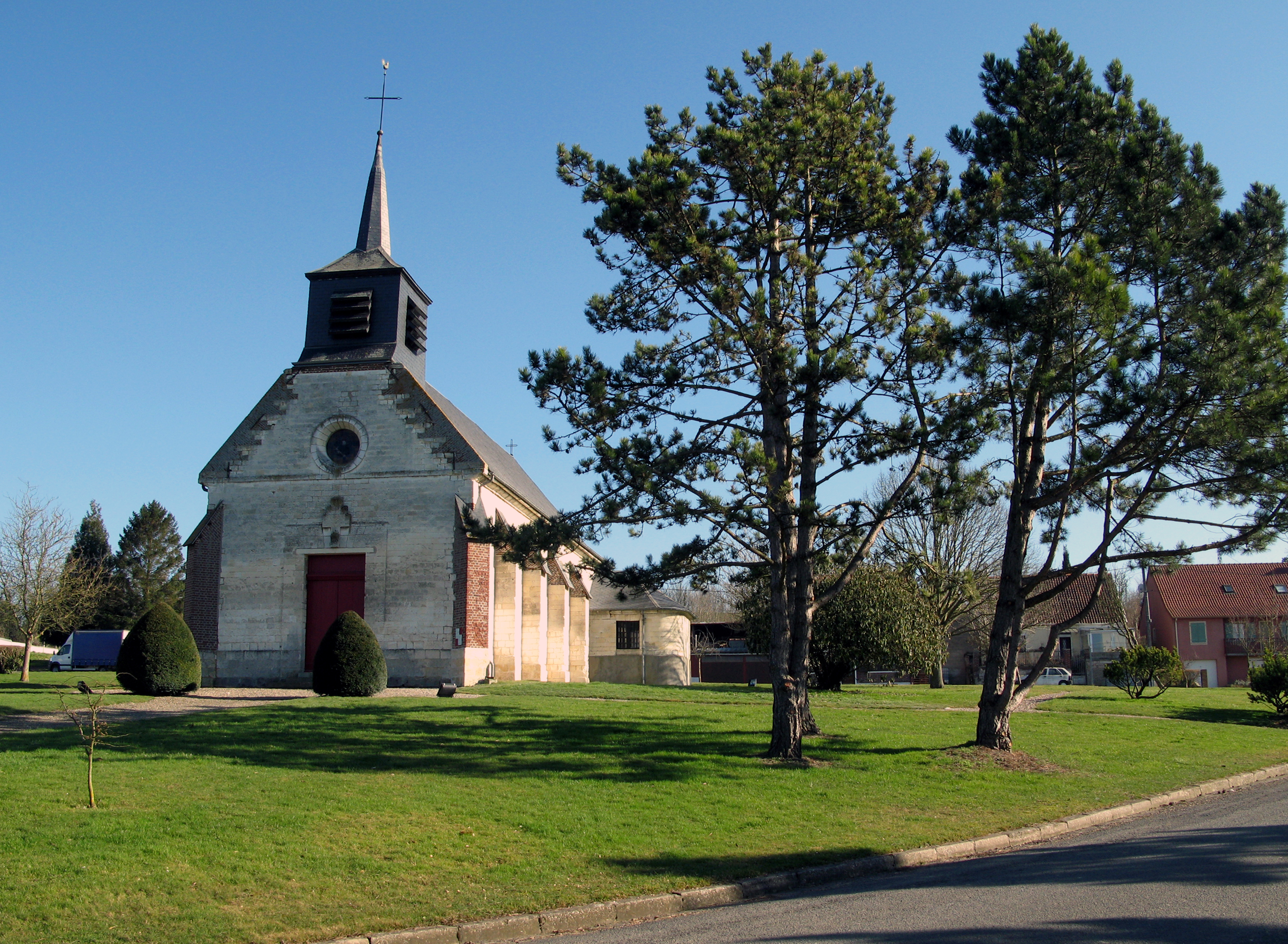
Nhà thờ ở Remiencourt

- Nhà thờ